# مجموعة الأهوار
مجموعة الأهوار (بالإنجليزية: Barranca Group) هي مجموعة جيولوجية في المكسيك، والتي تُحافظ على الحفريات التي يعود تاريخها إلى العصر الثلاثي.

## طالِع أيضًا
- قائمة الوحدات الطبقية المتحجرة في المكسيك

## روابط خارجية
- عِدّة مساهمين في قاعدة بيانات علم أحياء الحفريات. "أعمال الحفريات: بوابة إلى قاعدة بيانات علم أحياء الحفريات". مؤرشف من الأصل في 2014-07-31. اطلع عليه بتاريخ 8 تموز (يوليو) 2014. {{استشهاد ويب}}: تحقق من التاريخ في: |تاريخ الوصول= (مساعدة)